# Граубюнденські заворушення
Граубюнденські заворушення (нім. Bündner Wirren, ромш. Scumbigls grischuns/Scumpigls grischuns/Sgurdins grischuns, італ. Torbidi grigionesi, фр. Troubles des Grisons) — збройний конфлікт, який точився в 1618—1639 роках на території сучасного швейцарського кантону Граубюнден. Спершу це було повстання місцевих католиків проти своїх протестантських правителів, але згодом до нього втрутилися чимало регіональних сил, оскільки йшлося про контроль над альпійськими проходами у Вальтелліні. Неофіційний союз Франції, Венеції та Савойського герцогства підтримував Три ліги у боротьбі з граубюнденськими повстанцями, яких підтримувала Габсбурзька монархія. Конфлікт загрожував втягнути Швейцарську конфедерацію у Тридцятилітню війну.

## Передумови

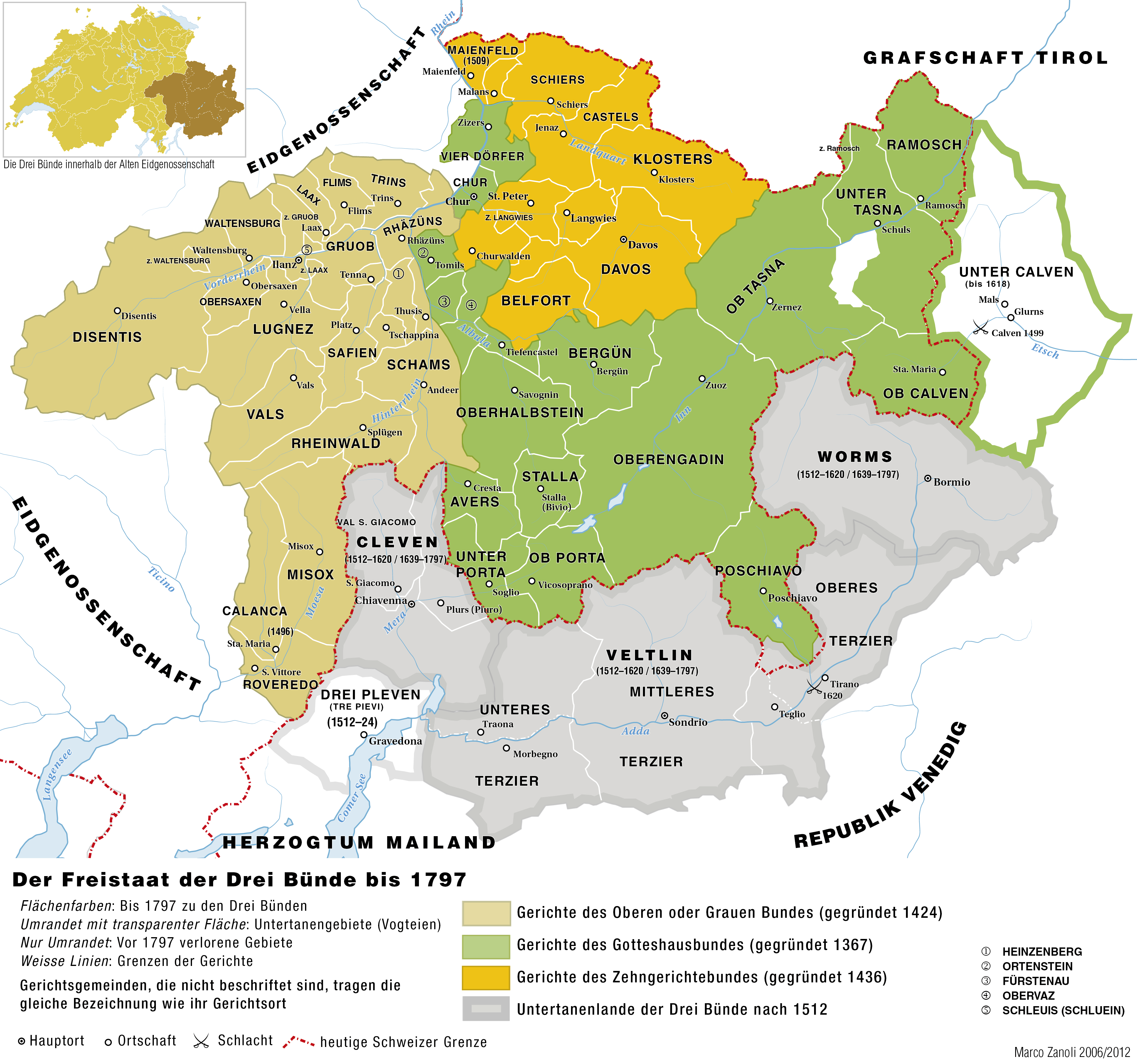
Мапа Трьох ліг і навколишніх земель

Три ліги були федерацією, яка складалася з трьох державних утворень — Ліги Божого дому, Ліги десяти юрисдикцій та Сірої ліги. Зосереджені в альпійських долинах навколо міста Кур, вони контролювали низку важливих альпійських перевалів. Утім, ліга не була єдиною державою, а практично всі зовнішньополітичні питання вирішувалися шляхом референдуму.
На початку XVII століття регіональні сили довкола Ліг намагалися забезпечити контроль над транзитними та торговими шляхами через їхні альпійські перевали. Для Франції та Венеції ці перевали були важливими торговельними артеріями. Для австрійських Габсбургів вони становили найкоротший шлях між підконтрольним Габсбургам Міланом й австрійським Тіролем. 1602 року Франція здобула контроль над частиною альпійських перевалів. Наступного року Венеція викупила право транзиту через перевали й уклала з Лігами 10-річний союз. Ця угода між Лігами та Венецією розгнівала іспанських Габсбургів. У Мілані Педро Енрікес де Асеведо, граф Фуентес, оголосив ембарго проти Ліг і звів укріплення — фортецю Фуентес у Монтеккіо на озері Комо, при вході в підконтрольну Лігам долину Вальтелліна. Політично Ліги були розділені на прогабсбурзьку та провенеційську партії. 1607 року близько 6000 озброєних чоловіків зібралися на ландсгемайнду, де панувала напружена атмосфера. Було створено суд, який спершу підтримав франко-венеційську фракцію й виніс вироки проти прогабсбурзької сторони за низкою звинувачень. Невдовзі після цього владу перебрала прогабсбурзька фракція та винесла свої вироки вже проти франко-венеційського табору.
Тим часом протестантські, а подекуди й окремі католицькі представники спрямували своє обурення на єпископа Курського Йоганна V фон Флугі. Вони дорікали йому за дії, спрямовані проти інтересів Ліг, а також за те, що він мешкав поза межами єпархії — у Фельдкірху або у Фюрстенбурзі в Фіншгау. Громадяни домоглися, щоб суд видав ордер на арешт єпископа. У відповідь він утік до Фельдкірха та відмовився повертатися, щоби постати перед судом. Єпископ перебував у вигнанні до 1610 року, але сама ця справа продемонструвала глибину релігійних і світських конфліктів у Лігах. Повернувшись, він ще двічі змушений був тікати — у 1612 та 1617 роках.

## Йорг Єнач і різанина у Вальтелліні

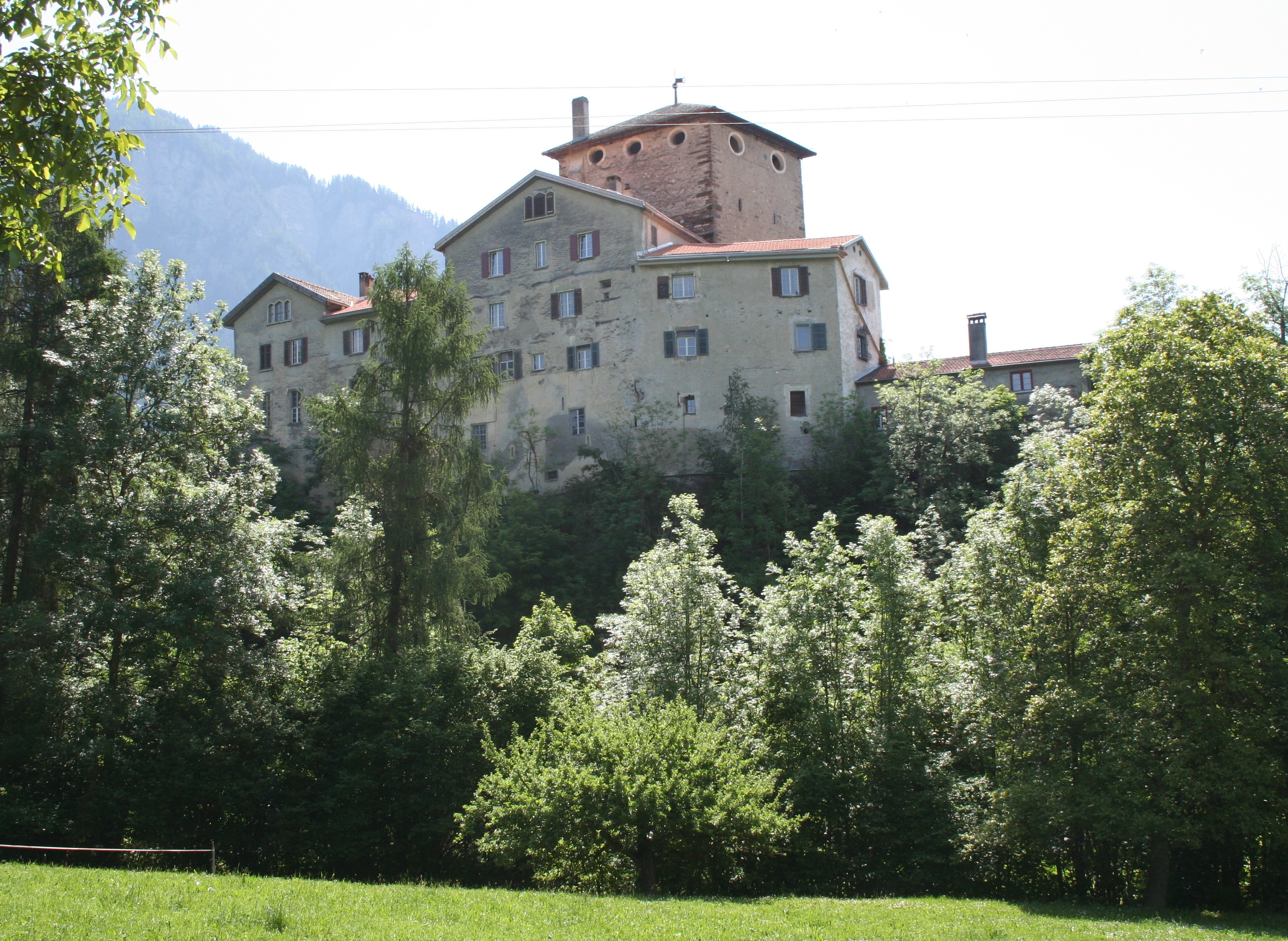
Замок Рітберг, домівка Помпеюса Планти

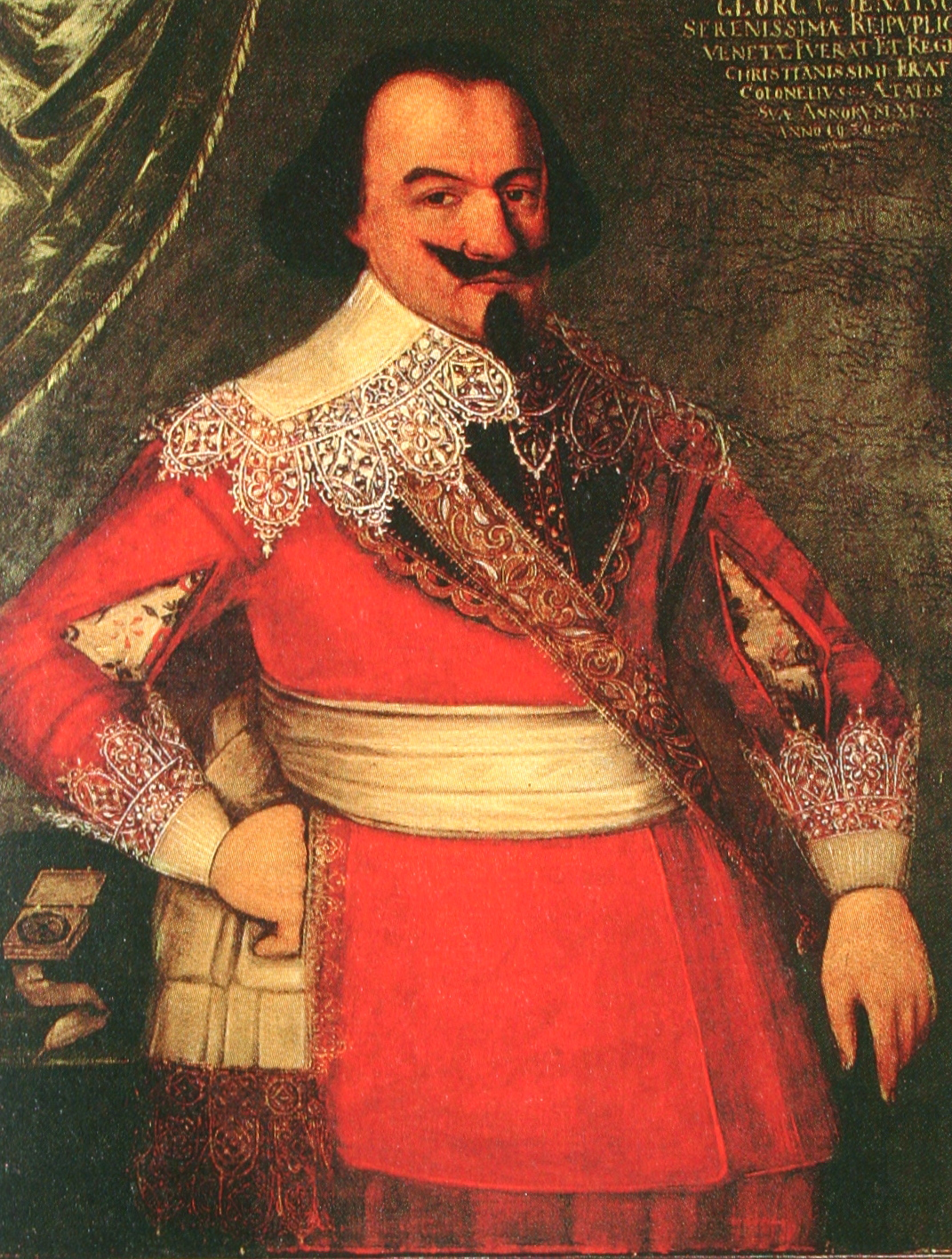
Йорг Єнач

1618 року молодий радикал Йорг Єнач увійшов до складу суду «духовних наглядачів» і став одним із провідників антигабсбурзької фракції. Народний суд у Тузісі, пов'язаний із наглядачами, оголосив поза законом багатьох чільних діячів прогабсбурзького табору, зокрема Рудольфа Планту та його брата Помпеюса Планту. За підтримки антигабсбурзького суду озброєні натовпи напали й заарештували кількох лідерів прогабсбурзької партії, серед них архипресвітера Ніколо Руску та Йоганна Баптісту Превоста, відомого як Дзамбра. Брати Планта зуміли втекти, але їхні маєтки було спалено. Полонених привели до суду в Тузісі. Дзамбру звинуватили у змові з іспанцями, визнали винним і стратили. Ніколо Руску жорстоко побили, і він помер ще до того, як суд устиг винести смертний вирок. Суд також ухвалив 157 вироків проти тих, хто втік від натовпу.
Суворі вироки тузіського суду проти низки католиків у Вальтелліні призвели до змови з метою вигнати протестантів із цієї південної долини. Очолив змову Джакомо Робустеллі з родини Планта, який мав зв'язки з Мадридом, Римом і Парижем. Увечері 18—19 липня 1620 року загін вальтеллінських повстанців, підтриманий імперськими та іспанськими військами, увійшов до Тірано та почав убивати протестантів. Завершивши розправу в Тірано, вони рушили до Тельйо, Сондріо та далі вниз долиною, знищуючи кожного протестанта, якого знаходили. За ту ніч і наступні чотири дні було вбито від 500 до 600 осіб. Цей напад змусив майже всіх протестантів покинути долину, унеможливив подальші протестантські вторгнення та вивів Вальтелліну з-під контролю Трьох Ліг.
1620 року Помпеюс Планта, вважаючи, що минуло достатньо часу, повернувся до себе додому, у замок Рітберг. Однак 24 лютого 1621 року загін антигабсбурзьких військ під проводом Йорга Єнача зібрався для штурму замку. Рано вранці 25 лютого нападники атакували замок і вбили Помпеюса Планту, коли той намагався втекти. За однією з версій, Помпеюс сховався в комині, але його виявив собака. Після цього розбійники кинулися на нього, а Йорг Єнач завдав смертельного удару сокирою.

## Реакція католиків
Підштовхнуті вбивством Помпеюса Планти, протестантські сили Трьох ліг зібрали військо для повернення Вальтелліни та інших підвладних територій. Армію нашвидкуруч сформували з кількох сіл; вона була слабко озброєна й погано керована. Повільно просуваючись до Борміо, вони навіть не встигли дістатися міста; військо розпалося, а його залишки повернулися до Ліг. Ця невдала спроба вторгнення дала іспанцям та австрійцям привід вдертися в землі Ліг. Наприкінці жовтня Іспанія та Австрія вже окупували весь Граубюнден. Союзна Швейцарська конфедерація розділилася за релігійною ознакою, і лише Берн і Цюрих надіслали допомогу. Католицькі кантони центральної Швейцарії втрутилися на боці іспанців та австрійців під проводом абата Дізентіса. У січні 1622 року Граубюнден був змушений поступитися долинами Мюштайр, Нижній Енгадін і Преттігау. Договір також забороняв протестантську віру в цих місцевостях. У відповідь того ж року жителі долини Преттігау підняли повстання проти австрійців і вигнали їх. Австрійці ще двічі — у 1623—1624 та 1629—1631 роках — вторгалися в долину, намагаючись знову запровадити католицизм.
У 1622 році Конгрегація євангелізації народів відрядила капуцинів для утвердження католицизму в регіоні. 24 квітня 1622 року очільник капуцинської місії, Фіделій Зігмарінгенський, був убитий протестантськими селянами, коли прямував із Зеевіса до Грюша поблизу Кура. Його смерть поклала край першій місіонерській спробі капуцинів. Другу спробу навернути жителів Мезокко та Каланки капуцини здійснили у 1635 році.
У 1623 році Три ліги уклали союз із Францією, Савоєю та Венецією. Кардинал Рішельє розглядав Вальтелліну як нагоду послабити іспанців. Йорг Єнач і Улісс фон Саліс, використавши французькі кошти, залучили 8-тисячне наймане військо та вигнали австрійців. Мирний договір у Монсоні (5 березня 1626) між Францією та Іспанією підтвердив політичну й релігійну незалежність Вальтелліни. 1627 року французи залишили долину, яку невдовзі зайняли папські війська. Починаючи з 1631 року, Ліга під проводом французького герцога Анрі де Рогана розпочала витіснення іспанців. Однак Рішельє все ще не збирався передавати долину її мешканцям. Коли стало зрозуміло, що французи планують залишитися в Лігах назавжди, але не примушуватимуть Вальтелліну перейти в протестантизм, Йорг Єнач (на той час уже командир найманців) 1635 року прийняв католицьку віру. У 1637 році він підняв повстання й уклав союз з Австрією та Іспанією. Це повстання, разом із виступом ще 31 офіцера Ліги, змусило французів піти без бою.

## Кінець
24 січня 1639 року Йорг Єнач загинув під час Карнавалу від руки невідомого нападника, переодягненого ведмедем. Існує версія, що це був син Помпеюса Планти або найманий убивця, якого підкупила місцева аристократія. За легендою, його вбили тією самою сокирою, якою він колись убив Помпеюса Планту. 3 вересня 1639 року Три ліги уклали угоду з Іспанією про повернення Вальтелліни під владу Ліг із гарантією вільного сповідування католицької віри. Договори з Австрією 1649 та 1652 років повернули під юрисдикцію Трьох Ліг долини Мюштайр і Нижній Енгадін.